# Coffea myrtifolia
Coffea myrtifolia är en måreväxtart som först beskrevs av Achille Richard och Dc., och fick sitt nu gällande namn av J.-f.Leroy. Coffea myrtifolia ingår i släktet Coffea och familjen måreväxter. Inga underarter finns listade i Catalogue of Life.